# Championnat des Îles Turques-et-Caïques de football 2017
Navigation
Édition précédente Édition suivante
La saison 2017 du championnat des Îles Turques-et-Caïques de football est la dix-neuvième édition de la Provo Premier League, le championnat de première division des Îles Turques-et-Caïques.
L'AFC Academy, vainqueur lors des trois dernières éditions, se qualifie pour la finale mais est défait par le Beaches FC aux tirs au but. Il s'agit du troisième titre de champion des Îles Turques-et-Caïques pour le Beaches FC.

## Les équipes participantes
| \| Providenciales : AFC Academy Beaches FC Cheshire Hall Full Physic SWA Sharks Providenciales \| Localisation des équipes engagées. |
| Providenciales : AFC Academy Beaches FC Cheshire Hall Full Physic SWA Sharks Providenciales                                          |

| Équipe             | Classement 2016 | Ville (île)                                      | Stade                  |
| ------------------ | --------------- | ------------------------------------------------ | ---------------------- |
| AFC Academy        | Champion        | Providenciales (Providenciales)                  | TCIFA National Academy |
| Full Physic        | 2e              | (Providenciales)                                 | TCIFA National Academy |
| Beaches FC         | 3e              | Venetian Road (Providenciales)                   | TCIFA National Academy |
| Cheshire Hall      | 4e              | Cheshire Hall and Richmond Hill (Providenciales) | TCIFA National Academy |
| SWA Sharks         | 5e              | Grace Bay (Providenciales)                       | TCIFA National Academy |
| Teachers FC        | 6e              |                                                  |                        |
| Small World United | Nouvelle équipe |                                                  |                        |

Légende des couleurs
- Tenant du titre
- Nouvelle équipe

## Compétition
En 2017, le format de la compétition évolue. Ainsi, après un championnat où les équipes s'affrontent une seule fois, les quatre meilleures formations se retrouvent pour une seconde phase jouée sous le forme d'un mini-championnat en aller-retour. Les deux premiers au classement de cette phase accède à la finale nationale.
De l'autre côté, les trois moins bonnes formations s'affrontent elles aussi dans un mini-championnat sous un format aller-retour. Les deux meilleures des trois équipes disputent une finale de consolation. Ainsi, chaque équipe joue un minimum de dix rencontres au cours de la saison.

### Phase régulière
Le barème de points servant à établir le classement se décompose ainsi :
- Victoire : 3 points
- Match nul : 1 point
- Défaite : 0 point

| Rang | Équipe                 | Pts | J | G | N | P | Bp | Bc | Diff |
| ---- | ---------------------- | --- | - | - | - | - | -- | -- | ---- |
| 1    | Small World United (N) | 12  | 6 | 4 | 0 | 2 | 22 | 11 | +11  |
| 2    | AFC Academy T          | 11  | 6 | 3 | 2 | 1 | 22 | 12 | +10  |
| 3    | Full Physic            | 10  | 6 | 3 | 1 | 2 | 32 | 13 | +19  |
| 4    | Beaches FC             | 10  | 6 | 3 | 1 | 2 | 17 | 12 | +5   |
| 5    | Cheshire Hall          | 9   | 6 | 2 | 3 | 1 | 13 | 10 | +3   |
| 6    | SWA Sharks             | 7   | 6 | 2 | 1 | 3 | 12 | 16 | -4   |
| 7    | Teachers FC            | 0   | 6 | 0 | 0 | 6 | 8  | 52 | -44  |

|  | Qualification pour la poule pour le titre  |
|  | Qualification pour la poule de consolation |
|  | T : Tenant du titre (N) : Nouvelle équipe  |

### Poule pour le titre
| Rang | Équipe                 | Pts | J | G | N | P | Bp | Bc | Diff |
| ---- | ---------------------- | --- | - | - | - | - | -- | -- | ---- |
| 1    | AFC Academy T          | 14  | 6 | 4 | 2 | 0 | 23 | 4  | +19  |
| 2    | Beaches FC             | 13  | 6 | 4 | 1 | 1 | 10 | 10 | 0    |
| 3    | Full Physic            | 7   | 6 | 2 | 1 | 3 | 15 | 12 | +3   |
| 4    | Small World United (N) | 0   | 6 | 0 | 0 | 6 | 5  | 27 | -22  |

|  | Qualification pour la finale du championnat |
|  | T : Tenant du titre (N) : Nouvelle équipe   |

### Poule de consolation
| Rang | Équipe        | Pts | J | G | N | P | Bp | Bc | Diff |
| ---- | ------------- | --- | - | - | - | - | -- | -- | ---- |
| 1    | Cheshire Hall | 12  | 4 | 4 | 0 | 0 | 20 | 6  | +14  |
| 2    | SWA Sharks    | 6   | 4 | 2 | 0 | 2 | 20 | 9  | +11  |
| 3    | Teachers FC   | 0   | 4 | 0 | 0 | 4 | 8  | 33 | -25  |

|  | Qualification pour la finale de consolation |

### Finale de consolation
| Équipe 1      | Résultat | Équipe 2   |
| ------------- | -------- | ---------- |
| Cheshire Hall | 2 - 1    | SWA Sharks |

### Finale du championnat
| Équipe 1    | Résultat             | Équipe 2   |
| ----------- | -------------------- | ---------- |
| AFC Academy | 4 - 4 (6-7) t. a. b. | Beaches FC |

## Bilan de la saison
| Championnat des Îles Turques-et-Caïques de football 2017 |                       |
| Champion                                                 | Beaches FC (3e titre) |
| Dauphin                                                  | AFC Academy           |
| Qualifications continentales                             |                       |
| CFU Club Championship 2018                               | Aucun inscrit         |